# Miszewko Garwackie
Miszewko Garwackie (prononciation : [miˈʂɛfkɔ ɡarˈvat͡skʲɛ]) est un village polonais de la gmina de Bodzanów dans le powiat de Płock de la voïvodie de Mazovie dans le centre-est de la Pologne.
Il se situe à environ 3 kilomètres au nord-ouest de Bodzanów (siège de la gmina), 21 kilomètres à l'est de Płock (siège du powiat) et à 76 kilomètres au nord-ouest de Varsovie (capitale de la Pologne).

## Histoire
De 1975 à 1998, le village appartenait administrativement à la voïvodie de Płock.